# Movimiento Laborista Progresista
El Movimiento Laborista Progresista (en inglés: Progressive Labour Movement), abreviado como PLM, fue un partido político de centroizquierda de Antigua y Barbuda que existió entre 1968 y 1992. Desde su fundación hasta 1984, fue uno de los dos principales partidos políticos del país en el marco de un sistema bipartidista con el Partido Laborista de Antigua, hasta entonces fuerza dominante del país caribeño. Ganó las elecciones de 1971 y encabezó el primer gobierno ajeno al ALP en la historia de la nación. Fue a lo largo de su historia encabezado por el líder sindical George Walter y el agricultor Robert Hall.
El partido se estableció en 1968 bajo el liderazgo de George Walter y Donald Halstead, como brazo político del Sindicato de Trabajadores de Antigua, que se había establecido en 1967 como una escisión del Sindicato de Trabajadores y Comercio de Antigua, afiliado al Partido Laborista de Antigua (liderado por Vere Cornwall Bird). Se fusionó con la oposición minoritaria conservadora encarnada en el Movimiento Democrático de Antigua y Barbuda, de Robert Hall. Ganó cuatro elecciones parciales poco después de su fundación, convirtiéndose en el primer partido opositor al ALP en obtener representación parlamentaria. En las elecciones generales de 1971, el partido triunfó con 13 de los 17 escaños, accediendo al poder con Walter como premier. El nuevo gobierno rápidamente perdió apoyos debido a una serie de escándalos y a una grave crisis económica causada en el marco de la crisis del petróleo de 1973 a nivel global. En las elecciones de 1976, el PLM fue le partido más votado por escaso margen pero perdió ante el ALP, recibiendo solo 5 escaños.
Tras el retorno de Bird al poder, el PLM y sus dirigentes fueron blancos de una intensa represión por parte del régimen del ALP, debilitándose y perdiendo apoyos rápidamente. Walter fue inhabilitado y encarcelado bajo cargos de corrupción y Hall pasó a liderar el partido, obteniendo solo 3 escaños en las elecciones de 1980. Un conflicto entre Walter y Hall condujo a la división del partido y, en las elecciones de 1984, el ALP obtuvo todos los escaños y el PLM (aún liderado por Hall) obtuvo solo 356 votos, aunque siguió existiendo como un partido minoritario. Tras el ascenso de Baldwin Spencer como nuevo líder de la oposición en la década de 1980, el PLM decidió no presentarse a las elecciones de 1989. En 1992, se fusionó con el Partido Democrático Nacional Unido de Spencer y el Movimiento Caribeño de Liberación de Antigua para fundar el Partido Progresista Unido.

## Resultados electorales
|  | 57.72 % |

|  | 49.87 % |

|  | 39.26 % |

|  | 1.86 % |